# У Фэн

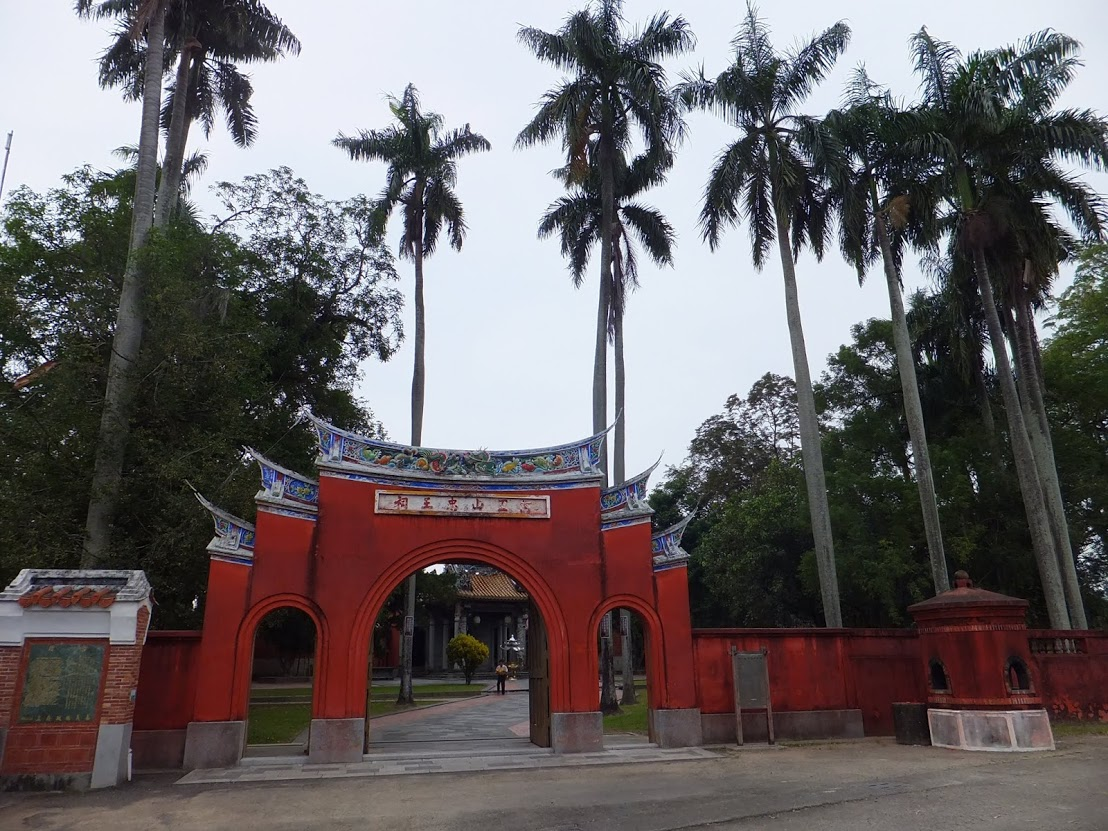
Мавзолей У Фэна в уезде Цзяи

У Фэн (кит. трад. 吳鳳, упр. 吴凤, пиньинь Wú Fèng, 17 февраля 1699 — 9 сентября 1769 ) — китайский проповедник XVII века, который способствовал развитию культуры тайваньских аборигенов. Реальность существования У Фэна оспаривается, так же спорно жизнеописание У Фэна, по ряду мнений оно является мифом или поздней подделкой. История об У Фэне в первую очередь оспаривается представителями тайваньских аборигенов, считающих её оскорбительной.

## Жизнь У Фэна
У Фэн родился в 1699 году в провинции Фуцзянь, переехал на Тайвань и поселился в Цзяи (тогда город назывался Чулосянь). Он получил хорошее образование и получил высокую чиновничью должность, стал изучать языки тайваньских аборигенов, а потом стал помогать им разрешать споры. Его считали справедливым и неподкупным, и его стали уважать две враждующих группировки аборигенов окрестности горы Алишань. Он пытался уговорить аборигенов отказаться от обычая охоты за головами и принесения человеческих жертв, но поначалу безуспешно.
Когда у аборигенов началась эпидемия, они захотели принести в жертву одного человека из долины. У Фэн разрешил им убить одного человека, и объявил, что завтра они встретят всадника в красном одеянии, именно этому человеку следовало отрубить голову, но при условии, что это будет последняя голова, которую они отрубят. На следующий день аборигены увидели человека в красном, напали на него и отрубили ему голову, и вдруг обнаружили, что это был сам У Фэн. Поражённые и напуганные, они прекратили практику охоты за головами.
Существует буддийский храм У Фэна недалеко от города Цзяи, построенный в 1820 году, в котором У Фэн почитается как бодхисаттва.

## Образ У Фэна в XX веке
Предположительно миф об У Фэне оформился во время японской колонизации Тайваня, но наибольшее распространение он получил во время правления Гоминьдана. У Фэн вошёл в школьные учебники как национальный герой, который смог привести аборигенов к цивилизованным нормам общежития.
В 70-е годы по мотивам истории об У Фэне было поставлено танцевальное представление театра Юньмэнь как вариация на тему балета «Весна священная».
После 1989 года, когда на Тайване были пересмотрены положения о правах аборигенов и приняты меры против дискриминации аборигенов и охране их культуры, прошла серия протестов аборигенов против культа У Фэна и распространения истории об У Фэне в школьных учебниках. Аборигены заявили, что уничтожат статуи У Фэна повсюду, где они будут найдены.
История об У Фэне в результате массовых протестов была изъята из школьных учебников.